# Domnall Bregach Ua Máel Sechlainn
 Domnall Bregach Ua Máel Shechlainn, (tué en 1173) est le dernier  roi de Mide effectif de 1169 à 1173.

## Origine
Domnall Bregach (c'est-à-dire de Brega) est soit le fils de l'éphémère souverain Máel Sechlainn mac Domnaill Ua Máel Sechlainn (mort en 1115) lui-même fils de  Domnall mac Flainn Ua Máel Sechlainn, roi de Mide de 1087 à 1094.
ou celui de Máel Sechlainn mac Murchada Ua Máel Sechlainn 

## Contexte
En 1169 Diarmait mac Domnaill Ua Máel Sechlainn roi de Mide et d'une « partie du Leinster, faiseur de rois en Irlande » est tué par Domnall de Brega, le fils de Máelseachlainn
L'année suivante Domnall Bregach et les « Hommes de l'est du Mide » se révoltent contre Tigernán Mór Ua Ruairc, roi de Breifne, et Ruaidri Ua Conchobair, et font allégeance à Diarmait Mac Murchada En représailles les otages détenus par Tighernán Ua Ruairc sont mis à mort. Domhnall Bregach est contraint de conclure une paix avec Tighearnan Ua Ruairc, et les « Hommes de Mide » peuvent regagner leurs maisons  Deux ans plus tard Donnall Bregach  est tué par son demi-frère Art mac Máel Sechlainn meic Domnaill Ua Máel Sechlainn et un certain  Muintir Laeghachain, à l'abbaye de Durrow fondée par saint Colomba.

## Succession
Domnall Bregach sera le dernier souverain effectif du royaume de Mide car l'année précédant sa mort, son domaine a été inféodé en avril 1172 à Hugues de Lacy et les deux prétendants à sa succession seront successivement éliminés. Après sa mort un conflit éclate entre l'instigateur de son meurtre Art mac Máel Sechlainn meic Domnaill Ua Máel Sechlainn dans l'Ouest du Mide et certain Manus ou Magnus Ua Máel Sechlainn, d'origine inconnue qui contrôlait le Iarthar Mide c'est-à-dire l'Est de Mide.
Magnus Ua Máel Sechlainn (anglicisé en Ó Melaghlin), seigneur  de l'Est du Mide (rí Airthir Midi), sera pendu dès 1175 par les anglo-normands après avoir été capturé par trahison par eux à Trim ,. L'autre prétendant  Art mac Máel Sechlainn (i.e: Ó Melaghlin) , seigneur de l'Ouest de Mide, sera traîtreusement tué par Diarmait Finn Ua Briain, un fils de Toirdhelbach mac Diarmata Ua Briain, à l'instigation des anglo-normands. Un certain Máel Sechlainn Beg ou Melaghlin Beg lui succède de 1184 à 1213 dans son domaine réduit et trois jours plus tard il défait le même Diarmait, lors d'un combat dans lequel de nombreux combattants sont tués dont le fils de Mahon O'Brien
En 1213 le fils de Domnall Bregach;  Domnall, défait son cousin Cormac mac Art Ó Melaghlain lors d'un combat au cours duquel Gilchreest Mac Colgan et de nombreux autres sont tués  peu après ce même Domnal est tué à son tour lors d'un expédition de pillage chez les « gens de Meyler  »

## Sources
- (en) T.W Moody, F.X. Martin et F.J. Byrne, A New History of Ireland IX Maps, Genealogies, Lists. A companion to Irish History part II, Oxford, Oxford University Press, 2011, 690 p. (ISBN 978-0-19-959306-4).
- (en) Goddard Henry Orpen (Introduction de Seán Duffy), Ireland under the Normands 1169-1333, t. I, Dublin, Four Courts Press (réédition), 2005, 633 p. (ISBN 9781846828188), p. 214,337,249,297:
- (en) Art Cosgrove (sous la direction de), Medieval Ireland 1169-1534, Oxford, Oxford University Press, coll. « A New History of Ireland » (no 2), 2008, 1004 p. (ISBN 978019 9539703), p. 79